# Hans Anliker
Hans Anliker (* 1949 in Bern) ist ein Schweizer Posaunist und Komponist, der vor allem im Bereich des freien Jazz hervorgetreten ist. Er lebt und arbeitet in Worb und Basel.

## Leben und Wirken
Anliker erhielt eine klassische Ausbildung auf der Posaune. Daneben trat er eine Ausbildung auch an der Swiss Jazz School in Bern an. Entscheidende Impulse im Bereich des Jazz und der freien Improvisationsmusik erhielt Anliker allerdings durch die Begegnungen mit John Tchicai, Albert Mangelsdorff, Ray Anderson und Barre Phillips.
In den 1990er Jahren gehörte er zum von Matthias Rissi begründeten Q 4 Orchester, mit dem er mehrere Alben aufnahm. Dann war er in Omri Ziegeles Formation Billiger Bauer aktiv.  Gegenwärtig arbeitet er in verschiedenen schweizerischen und europäischen Improvisations-Ensembles wie LIFT, dem Duo mit der Bassistin Marianne Anliker und mit Tommy Meyers Root Down, mit dem er sich auch auf dem Jazz Festival Willisau und dem von Mülhausen präsentierte. Hervorzuheben ist seine Mitwirkung in dem von Peter A. Schmid gegründeten Bläser-Ensemble September Winds, das auch mit Evan Parker mehrere Alben eingespielt hat und unter anderem beim Internationalen Festival für Neue Musik Bukarest auftrat.
Anliker ist auch Mitglied des Thuner Stadtorchesters und immer noch regelmässig im Bereich der klassisch-sinfonischen Musik tätig. Auch interpretierte er Werke der Neuen Musik (u. a. für Alfred Zimmerlin).  Er komponierte und interpretierte u. a. verschiedene Hörspielmusiken für Radio DRS.
«Seine Verwurzelung in der Tradition» betrachtet er nach eigenen Angaben ebenso wie die «Flexibilität im Umgang mit verschiedenen Musiktypen» als wichtigen «Nährboden für seine Improvisationen und Kompositionen».

## Diskographische Hinweise
- Hans Anliker, Hans Burgener, Michael Lytle, Martin Schütz Arnold Bombs and Fireflys (For4Ears 1992)
- Evan Parker & September Winds alder brook (Leo Records 2003, mit Peter A. Schmid, Reto Senn, Jürg Solothurnmann)
- Evan Parker & September Winds Short Stories Leo Records 2004
- Tommy Meier root down (Intakt Records 2007)